# Macomer
Macomer (sardinsky: Macumère) je italská obec (comune) v provincii Nuoro v regionu Sardinie. Nachází se ve výšce 563 metrů nad mořem a má přibližně 9 300 obyvatel. Rozloha obce je 122,77 km².